# Гулва
Гулва (англ. Goolwa) — город, речной порт в австралийском штате Южная Австралия. Центр административного района местного самоуправления (Alexandrina Council).
Расположен на полуострове Флёрьё недалеко от устья Муррей в Южной Австралии. Соединен мостом с островом Хиндмарш (англ. Hindmarsh Island). Первый порт на реке Муррей. Неподалёку от Гулвы находится канал Муррей-Рот, через который озеро Алегзандрина соединяется с Большим Австралийским заливом.
Находится в 100 км к юго-западу от Аделаиды и в 20 км от г. Виктор-Харбор.
Название «Гулва» языке местных аборигенов нгарринджери означает «локоть». Основан в 1857 году.
Население по состоянию на 2016 год составляло 7717 человек.
Имеется аэропорт.

## Персоны
- Линдси, Дэвид (1856—1922) — австралийский путешественник.